# Битка на Пијави
Битка на Пијави или Друга битка на Пијави, ако се битка код Кобарида сматра као Прва битка на Пијави. Битка на Пијави представљала је одлучну победу италијанске војске у Првом светском рату на Италијанском фронту. Та победа је довела до пада Аустроугарске и распаду аустроугарске војске.

## Позадина
Када је Русија 1917. изашла из рата, Аустроугарска је могла распоредити много већу војску на Италијанском фронту. У бици код Кобарида новембра 1917. Аустријанци су уз помоћ Немаца одлучно победили италијанску војску, која се повукла преко 100 километара све до реке Пијаве. Италијанска војска је тада изгубила преко 300.000 војника, највећи део је завршио у заробљеништву. Немци су били у проблемима на Западном фронту, па су од Аустријанаца захтевали да сами започну офанзиву у Италији. Али аустријска војска је била доста ослабљена.

## Италијанске снаге
За италијански пораз код Кобарида оптужен је начелник генералштаба Луиђи Кадорна, па је смењен, а на његово место је постављен Армандо Дијаз. Дијаз је поставио јаку обрамбену линију на реци Пијави. До тога тренутка италијанска војска се сама борила против Немачке и Аустроугарске. После пораза у бици код Кобарида, Француска и Британија су послале појачања на италијански фронт.

## Аустроугарске снаге
Код врха аустроугарске армије дошло је до смене у главној команди. Нови начелник генералштаба Арц фон Штраусенбург је намеравао да докрајчи италијанску војску. Два главна команданта армије на италијанском фронту Конрад фон Хецендорф и Светозар Боројевић од Бојне желели су да изврше напад дуж реке Пијаве. Међутим међу двојицом команданата постојала је узајамна нетрпељивост, па је начелник генералштаба поделио војску на два дела и сваком од њих дао команду над пола војске. Аустрија није могла рачунати на немачке снаге, јер су Немци били заузети офанзивом на Западном фронту. Аустријска војска је остварила победу у бици код Кобарида уз помоћ немачке војске. Осам месеци после тога морал и дисциплина у аустријској војсци су опали. Снабдевање је било јако слабо. Иако су Аустријанци имали више војника јачина појединачних јединица је била много слабија од одговарајућих италијанских јединица.

## Битка
Аустријски дезертери су одали Италији тачне циљеве аустријске офанзиве, тако да су Италијани знали и време и главне правце напада, па су те нападе могли и одговарајуће дочекати. Италијани су одлучили да изведу напад у два шиљка. Боројевић је требало да изведе директан напад, а Конрад да нападне Тренто.
Генерал Дијаз је сазнао тачно време аустријског напада: 3:00 15. јуна 1918. Италијани су спремно дочекали аустријски напад и нанели су непријатељу тешке губитке. Ипак Аустријанци су још увек нападали и успели су напредовати неколико километара. Боројевић је лансирао први напад према југу дуж јадранске обале. Аустријанци су успели прећи Пијаву и ту су се држали неколико дана, пре него што је коначно Боројевић био присиљен да нареди повлачење. Покушај Аустријанаца да се врате преко Пијаве натраг није се могао лако остварити, јер су поплаве однеле мостове и Аустријанци су задржани покушавајући да пређу. Дијаз је 18. јуна извршио контранапад и ударом на крила Боројевићеве војске нанио је аустријској војсци тешке губитке. С друге стране Конрад фон Хецендорф је напао западно од Боројевића 15. јуна са циљем да освоји Верону. Веома мало је Конрад остварио, сем што је изгубио 40.000 војника. До 22. јуна италијански генерал Армандо Дијаз је повратио све територије јужно од Пијаве и битка је завршила победом Италијана. Италијани су имали 150.000 жртава и 25.000 заробљених.

## Резултати
Битка на Пијави је била велика аустроугарска војна офанзива. Битка је означила почетак распада аустријске војске, што је довршено четири месеца касније у бици код Виторија Венета.